# Tomáš Petříček
Tomáš Petříček (* 27. září 1981 Rokycany) je český politik, od října 2018 do dubna 2021 ministr zahraničních věcí ČR ve druhé vládě Andreje Babiše. Mezi srpnem až říjnem 2018 působil jako náměstek ministra zahraničních věcí a od května do prosince 2017 byl náměstkem ministryně práce a sociálních věcí ČR. Od března 2019 do dubna 2021 a opět od prosince 2021 do roku 2022 místopředseda České strany sociálně demokratické. V letech 2005–2024 byl členem SOCDEM (do roku 2023 Česká strana sociálně demokratická).

## Život
Vystudoval magisterský a doktorandský program oboru mezinárodní vztahy na Fakultě sociálních věd Univerzity Karlovy. Obhájil zde disertační práci na téma „Perspektivy energetické bezpečnosti Evropské unie“. V průběhu studia absolvoval také pobyt na Université Libre de Bruxelles.
Dále získal tituly M.A. na bruselském Centre Européen de Recherches Internationales et Stratégiques v oboru Governance a rozvojová politika a na University of Warwick v oboru Mezinárodní politická ekonomie.
S manželkou Ivou, se kterou se seznámil během studií, má dceru a syna.

## Politické působení
Prošel řadami Mladých sociálních demokratů. V roce 2005 se stal politickým referentem zahraničního oddělení České strany sociálně demokratické a v roce 2006 jeho vedoucím.
V letech 2007 až 2009 byl asistentem poslance Evropského parlamentu Libora Roučka a v letech 2014 až 2017 poradcem poslance Evropského parlamentu Miroslava Pocheho. S ním se také podílel na přípravě kampaně této strany ve volbách do krajských zastupitelstev v roce 2016. Mezitím pracoval na pražském magistrátu, kde měl na starosti evropské fondy v kanceláři radního, a působil v dozorčích radách a představenstvech několika společností, např. Rencar, Želivská provozní, Úpravna vody Želivka.
V květnu 2017 byl jmenován politickým náměstkem ministryně práce a sociálních věcí ČR Michaely Marksové ve vládě Bohuslava Sobotky. Aktivně podporoval Petra Dolínka proti Miloslavu Ludvíkovi při rozhodování o pozici lídra kandidátky ČSSD pro sněmovní volby v roce 2017.

### 2018
V komunálních volbách v roce 2018 byl lídrem kandidátky ČSSD do zastupitelstva městské části Praha 7, a tudíž i kandidátem strany na starostu této městské části. Jím vedená kandidátka obdržela 1,87 % hlasů a do zastupitelstva městské části se strana nedostala.
Je zastáncem názoru, že pro Českou republiku je nezbytné zůstat aktivním členem Evropské unie, a je proti referendu o možnosti vystoupení z EU. Ve svých prvních veřejných projevech ve funkci náměstka se přihlásil k transatlantické vazbě a jejím hodnotám, stejně jako ke klíčovým výhodám členství v EU s nutností překonat aktuální problémy Unie. Petříček také opakovaně zmínil nutnost oživování lidskoprávní politiky a věnování pozornosti klimatickým změnám.
Dne 1. srpna 2018 byl jmenován politickým náměstkem Jana Hamáčka, pověřeného řízením Ministerstva zahraničních věcí ČR. Poté, co prezident Miloš Zeman opakovaně odmítl jmenovat Miroslava Pocheho do funkce ministra zahraničních věcí ČR, nominovala ČSSD Petříčka dne 18. září 2018 jako svého dalšího kandidáta na tuto funkci. Na začátku října 2018 se sešel s prezidentem republiky Milošem Zemanem, který jej dne 16. října 2018 do funkce jmenoval. Stal se tak patnáctým členem druhého Babišova kabinetu, tvořeného koaličními subjekty ANO a ČSSD.
V souvislosti s vraždou saúdského novináře Džamála Chášakdžího na saúdském konzulátu v Istanbulu kritizoval Saúdskou Arábii a na radě ministrů zahraničí prosazoval razantnější postoj EU k události. Podpořil jadernou dohodu s Íránem.
V listopadu 2018 odjel na dvoudenní návštěvu Izraele, se kterým má Česká republika uzavřené strategické partnerství, a při té příležitosti navštívil také východní Jeruzalém, za což sklidil kritiku ze strany Palestinců, protože východní Jeruzalém byl Izraelem nelegálně anektován v roce 1980 a Palestinci ho považují za hlavní město Státu Palestina. Během návštěvy Palestiny v červenci 2019 Petříček ujistil Palestince, že Česká republika neuzná Jeruzalém jako hlavní město Izraele.

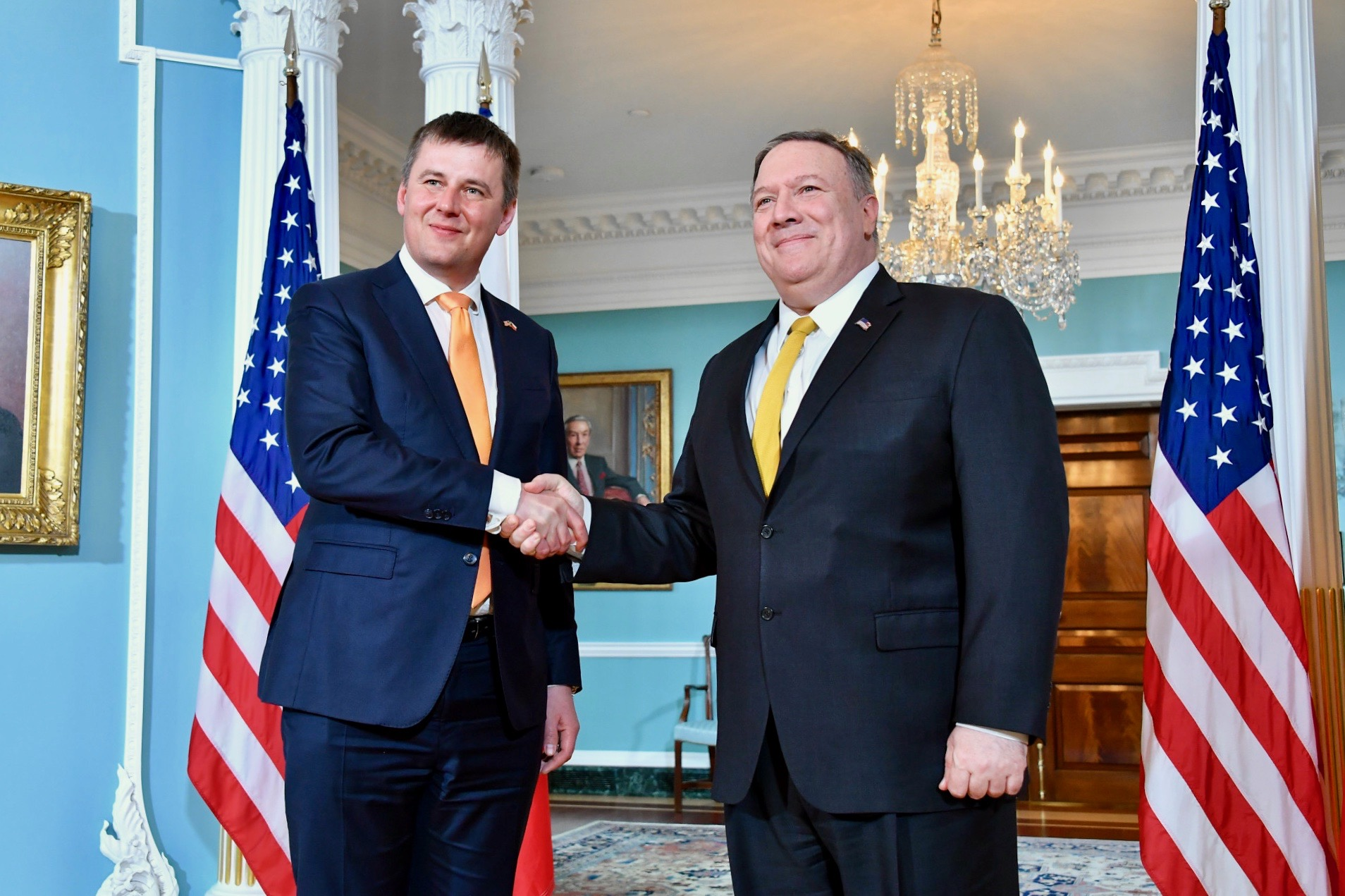
Petříček a americký ministr zahraničí Mike Pompeo ve Washingtonu 22. února 2019

Koncem roku 2018 navštívil Čínu a v Šanghaji se sešel s čínským ministrem zahraničí Wangem I, kterého u příležitosti 70. výročí od navázání diplomatických vztahů mezi Československem a komunistickou Čínou pozval k návštěvě České republiky. Petříček plánuje uskutečnit zasedání mezivládní komise pro posílení česko–čínské spolupráce. Během setkání s čínskými představiteli se Petříček nechtěl vyjadřovat k otázce pracovních táborů v západočínské provincii Sin-ťiang, ve kterých čínská vláda internovala více než milion menšinových Ujgurů. V lednu 2020 prohlásil, že „s Čínou je potřeba se bavit, a máme zájem na rozvoji ekonomických vztahů.“
Petříček jako ministr zahraničí podpořil přijetí globálního paktu OSN o uprchlících a snažil se ve vládě neúspěšně prosadit, aby Česko přijalo také globální pakt OSN o migraci, který má zajistit bezpečnou, řízenou a legální migraci.

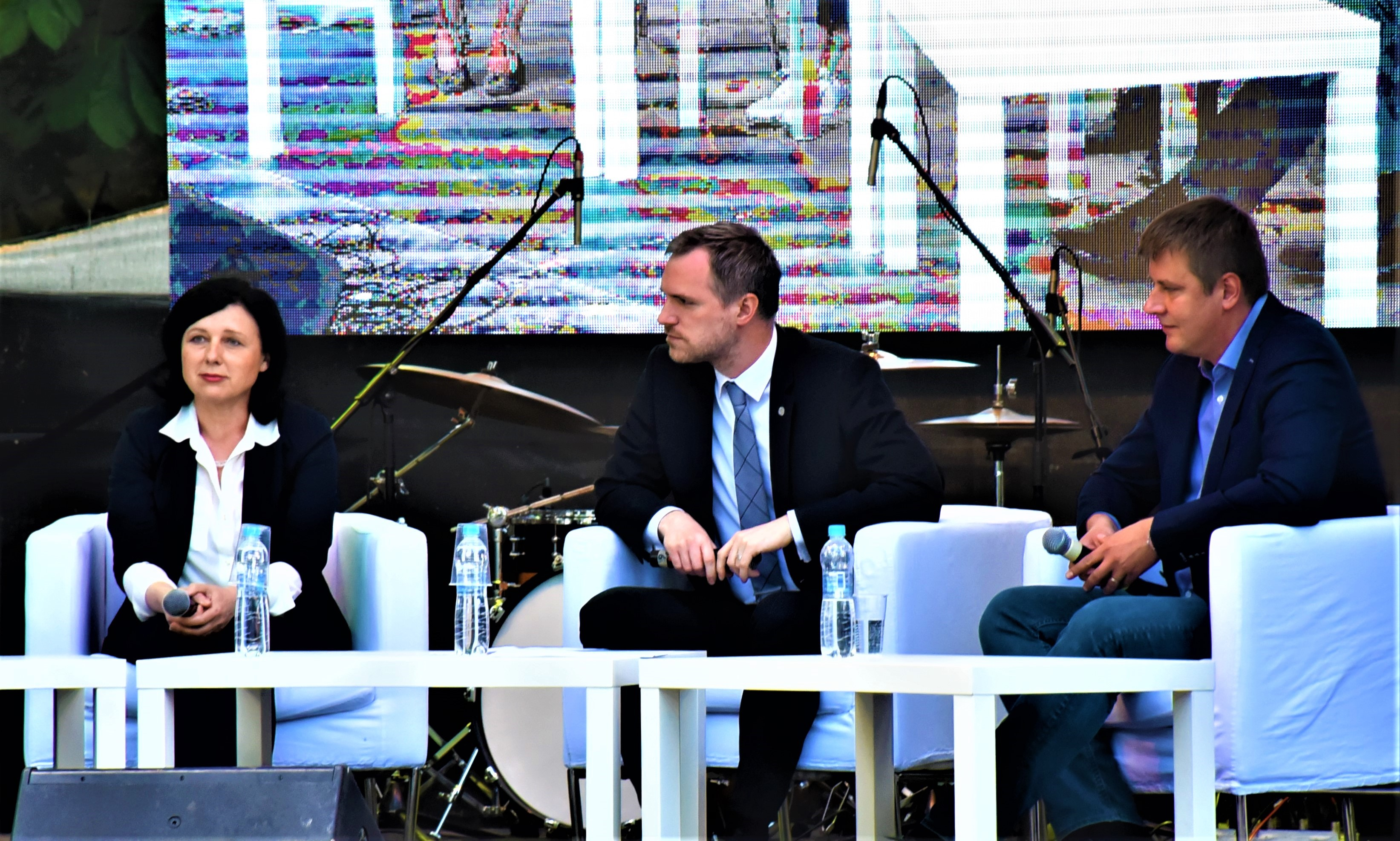
Tomáš Petříček (vpravo) s eurokomisařkou Věrou Jourovou (ANO) a pražským primátorem Zdeňkem Hřibem (Piráti)

### 2019
Petříček označil Rusko za „hrozbu“ pro Českou republiku. Odsoudil anexi Krymu Ruskem. V lednu 2019 odjel na Ukrajinu, aby podpořil Ukrajinu v konfliktu s Ruskem a s proruskými separatisty ze samozvané Doněcké republiky. Petříček také uvedl, že chce s ukrajinskými představiteli mluvit o ukrajinském zákoně, který přiznává sociální výhody takzvaným banderovcům, tedy příslušníkům Ukrajinské povstalecké armády (UPA), jejichž někteří členové se podíleli na vyvražďování Poláků, Židů a volyňských Čechů během volyňského masakru.
V březnu 2019 odsoudil Izrael za anexi syrských Golanských výšin, které označil jako okupované území. Poté, co prezident Miloš Zeman obvinil Turecko, že pomáhalo zásobovat Islámský stát (IS), Petříček připomněl význam Turecka jako spojence v NATO. Při setkání s tureckým ministrem zahraničí Mevlütem Çavuşoğlu podpořil pokračování přístupových rozhovorů mezi EU a Tureckem a také ocenil roli Turecka během evropské migrační krize.
Na 41. sjezdu ČSSD v Hradci Králové byl dne 1. března 2019 zvolen řadovým místopředsedou strany. Získal 256 hlasů od 472 delegátů.

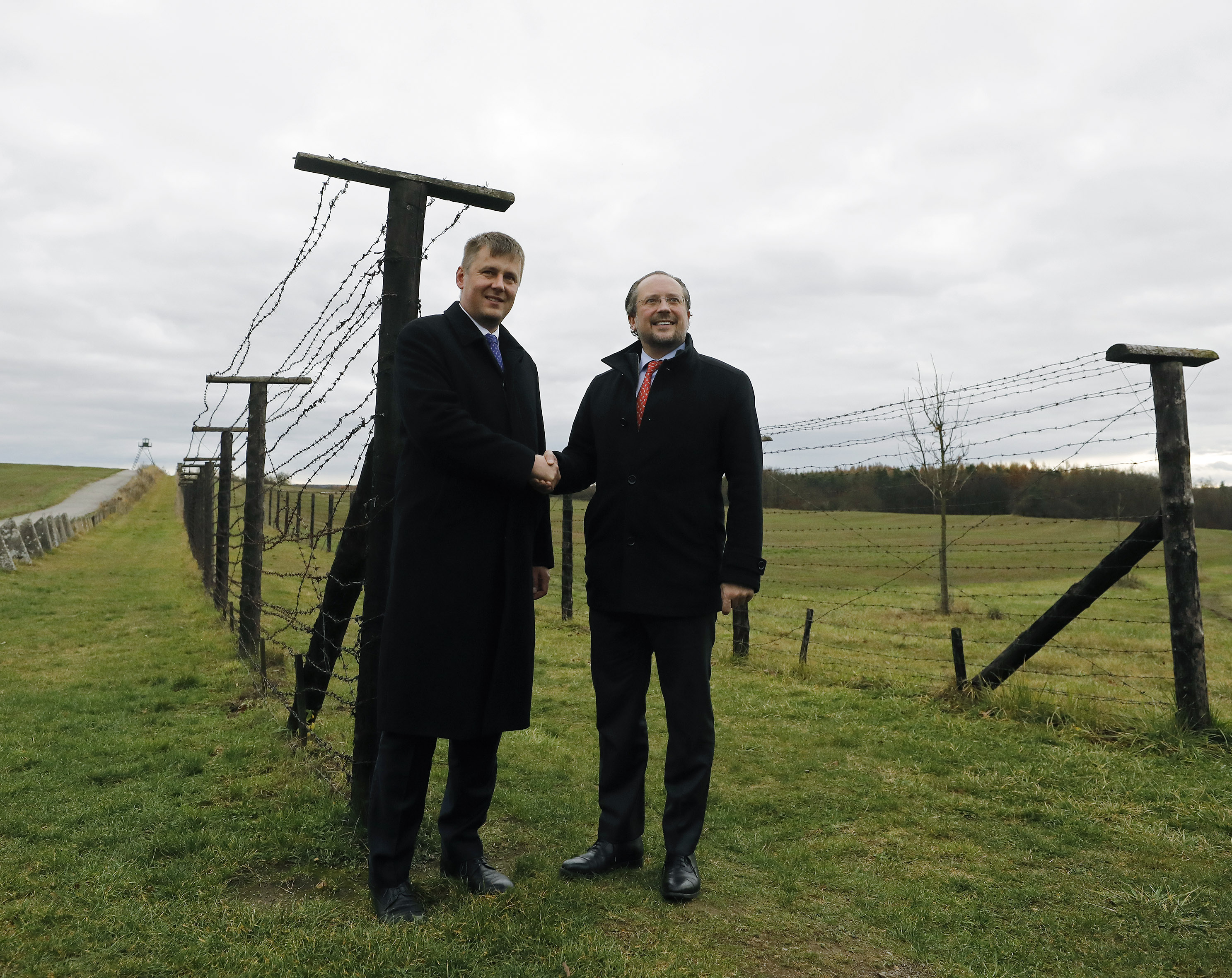
Tomáš Petříček u památníku Železné opony s rakouským ministrem zahraničí Alexandrem Schallenbergem

Mezinárodní soudní dvůr v Haagu vydal stanovisko, že Čagoské ostrovy, které jsou zámořským územím Spojeného království v Indickém oceánu, by měly být co nejdříve předány Mauriciu. Dne 22. května 2019 hlasovalo Valné shromáždění OSN pro navrácení Čagoských ostrovů pod mauricijskou správu. Na pokyn Petříčkova ministerstva se Česko zdrželo hlasování.
Dne 4. června 2019 se Petříček setkal s barmskou vůdkyní, nositelkou Nobelovy ceny za mír a někdejší disidentkou Aun Schan Su Ťij, která přijela do Prahy otevřít ambasádu Myanmaru. Petříček mluvil se Su Ťij o posílení ekonomické spolupráce a společně se zúčastnili Česko-myanmarského obchodního fóra. Dotkl se také otázky lidských práv a prohlásil, že „nadále pozorně sledujeme vývoj lidsko-právní situace v zemi.“ Podle OSN v Myanmaru probíhá genocida muslimské menšiny Rohingů a ze země už před násilnostmi uteklo přes 700 000 muslimů.
Odmítl, že by Česko po vzoru Polska a Řecka začalo vymáhat reparace z Německa za škody způsobené německou okupací během druhé světové války, protože by to „mohlo narušit klima vzájemné důvěry v Evropě a s našimi sousedy.“
V listopadu 2019 navštívil emirát Katar, kde jednal o rozvoji vzájemných obchodních vztahů. Ve stejném měsíci navštívil také Etiopii, Mexiko, Kolumbii nebo Bahrajn, ale podle některých kritiků jeho časté zahraniční cesty do exotických destinací nepřinesly Česku výraznější užitek.

### 2020
V lednu 2020, při setkání s ministrem zahraničí Saúdské Arábie, obvinil Írán z podpory terorismu. Se saúdskoarabským ministrem zahraničí jednal o posílení vzájemného obchodu mezi Českem a Saúdskou Arábií, ale také o spolupráci ve vědě, výzkumu a inovacích. Vyhnul se otázce lidských práv v Saúdské Arábii.[zdroj?]
Koncem března 2020 pochválil Čínu za vypravení humanitární pomoci do Itálie, která byla těžce postižena pandemií covidu-19, a mírnil mediální reakce na zprávu BIS kritizující skupování roušek a respirátorů Čínou v Česku. Prohlásil, že pandemie vnesla do vztahů mezi Evropou a Čínou něco pozitivního. Objasnil, proč Česko nevyužilo k dovozu roušek a respirátorů z Číny velkokapacitní letoun Antonov An-124 Ruslan v ruských službách stojící zhruba 700 tisíc eur za jeden let, a místo toho využilo Ruslan ve službách NATO za 1,3 milionu eur. Jako nejdůležitější důvod uvedl časovou dispozici.
Na jaře 2020 se jako první vládní politik postavil za české komunální politiky Ondřeje Koláře (TOP 09), Pavla Novotného (ODS) a Zdeňka Hřiba (Piráti), kterým za jejich aktivity, které Rusko vyhodnotilo jako protiruské údajně hrozilo nebezpečí ze strany ruského agenta s ricinem. Rovněž se ohradil proti souvisejícímu útoku ultralevicových aktivistů na českou ambasádu v Moskvě, ale po jednání s ruským velvyslancem ocenil, že „ruská strana posílila ochranu perimetru naší ambasády v Moskvě.“
Ministr zahraničí Tomáš Petříček a bývalí ministři zahraničí Lubomír Zaorálek a Karel Schwarzenberg vydali 23. května 2020 společné prohlášení, v němž kritizují plánovanou izraelskou anexi izraelských osad na Západním břehu Jordánu. Petříček zároveň odmítl sankce proti Izraeli, které navrhují některé členské státy EU v čele s Francií.

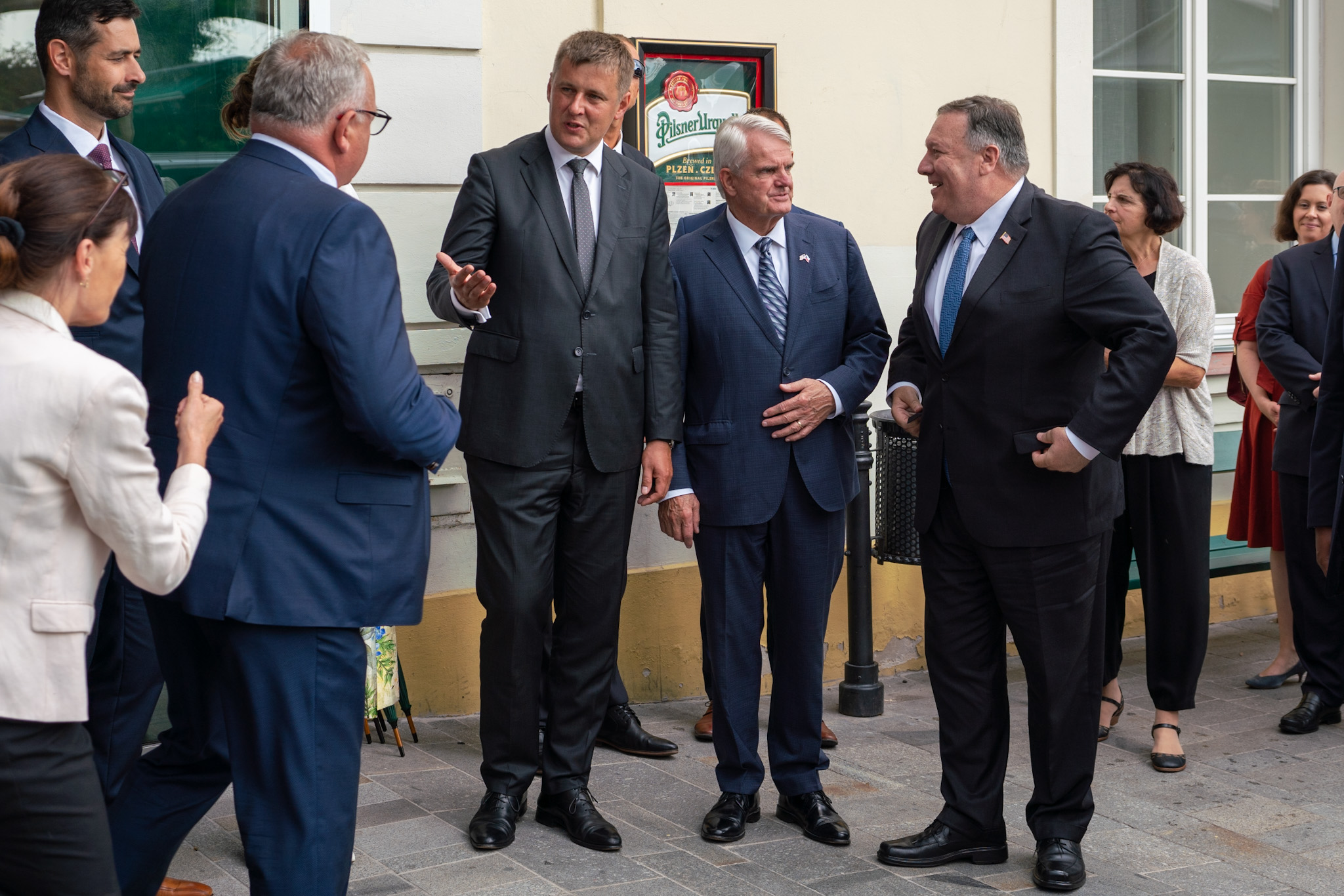
Ministr Tomáš Petříček, americký velvyslanec v Česku Steve King a americký ministr zahraničí Mike Pompeo v Plzni v srpnu 2020

V září 2020, v době masových protestů proti výsledkům běloruských prezidentských voleb a režimu prezidenta Alexandra Lukašenka, se Petříček sešel se zástupcem běloruské opoziční koordinační rady Pavlem Latuškem. Odsoudil přitom zákroky běloruské policie proti demonstrantům. Ocenil také „statečný krok“ českého velvyslance v Bělorusku Tomáše Pernického, který s diplomaty dalších členských zemí EU navštívil běloruskou spisovatelku Světlanu Alexijevičovou v jejím bytě, aby jí vyjádřil podporu. Stalo se tak poté, co Alexijevičová zůstala jedinou členkou koordinační rady, která dosud nebyla zatčena nebo donucena k odchodu ze země.

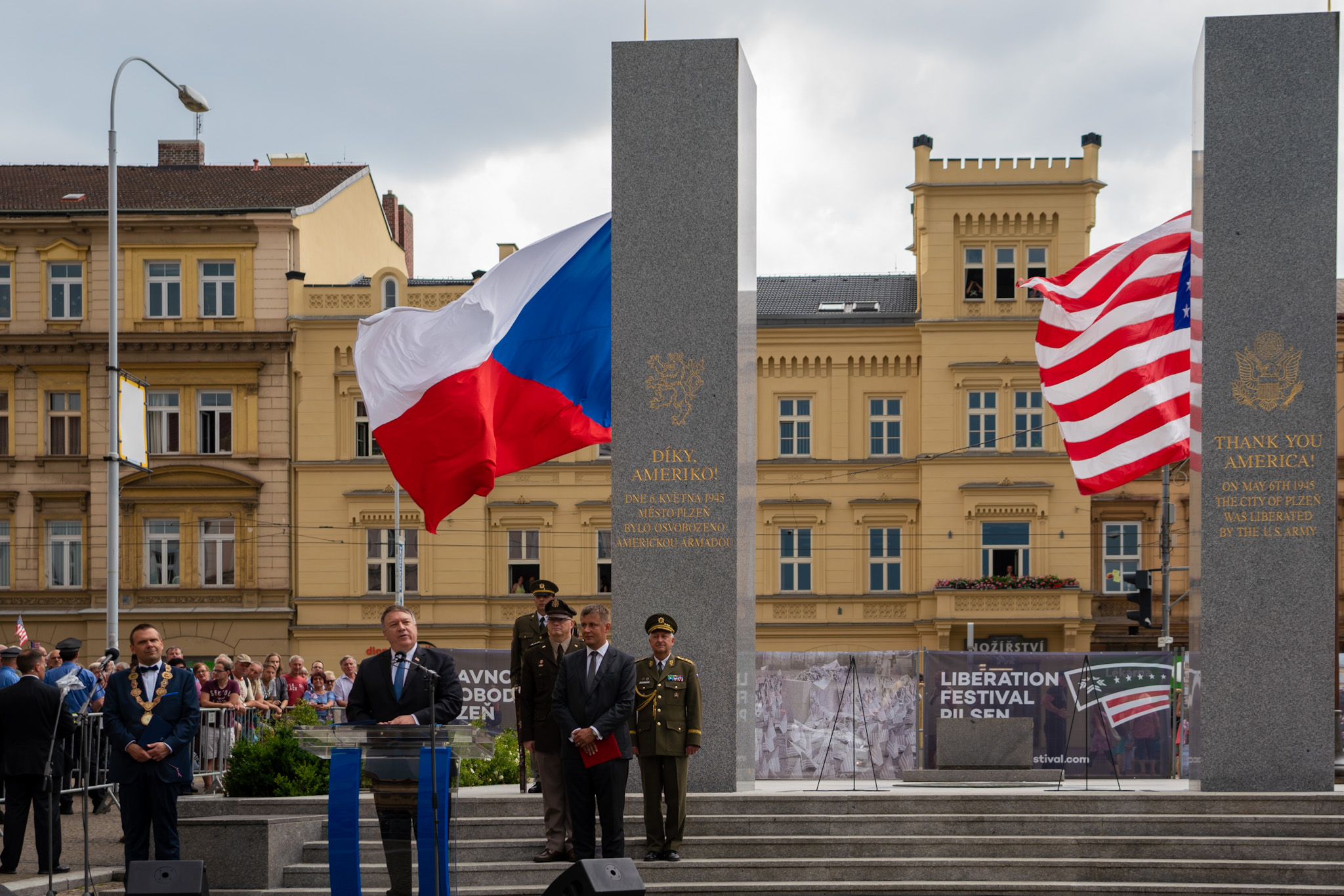
Petříček s Pompeem si v Plzni připomněli osvobození města americkými vojáky

Ke sporu mezi Řeckem a Tureckem o zásoby ropy a zemního plynu ve východním Středomoří, při němž Turecko hrozilo Řecku válkou, Petříček uvedl, že "Česko je příznivcem dialogu mimo jiné i proto, že Turecko je náš spojenec v Severoatlantické alianci."
29. září 2020 společně s dalšími ústavními činiteli vyzval Arménii a Ázerbájdžán k zastavení války v Náhorním Karabachu. České ministerstvo zahraniční odmítlo možnost, že by na Ázerbájdžán byly uvaleny sankce kvůli použití zakázaných kazetových bomb. V reakci na zjištění, že Česko zrušilo embargo na vývoz zbraní do Turecka, nevládní organizace v čele s Amnesty International ČR vyzvaly v otevřeném dopise Petříčka, aby Česko okamžitě zastavilo vývoz zbraní a vojenského materiálu do Turecka, které otevřeně podporuje Ázerbájdžán ve válce o Náhorní Karabach a nadále okupuje severní oblasti Sýrie, zatímco v samotném Turecku pokračují politické represe proti odpůrcům prezidenta Erdoğana.
Petříček uvítal dohodu mezi Marokem a Izraelem o normalizaci vzájemných vztahů, v jejímž rámci Spojené státy souhlasily s uznáním marockých nároků na okupovanou Západní Saharu, kterou Maroko anektovalo v 70. letech. Podle Petříčka „S oběma státy máme vynikající vazby. Jsem přesvědčen, že za daných okolností nejsme daleko od spolupráce na společných projektech.“

### 2021
Premiér Andrej Babiš v lednu 2021 kritizoval Evropskou komisi v čele s Ursulou von der Leyenovou, která zajišťovala společný nákup vakcín proti covidu-19 pro členské státy Evropské unie, za pomalý postup při jejich nákupu. Babišovu kritiku Evropské komise odmítl Petříček, který Babiše nepřímo obvinil z šíření dezinformací.
Dne 10. března prezident Miloš Zeman v rozhovoru pro Parlamentní listy uvedl, že chce, aby Petříček skončil ve funkci ministra zahraničních věcí. Petříček uvedl, že si za svojí prací stojí. Předseda ČSSD Jan Hamáček se tehdy za Petříčka postavil, rovněž premiér Babiš tehdy jeho odvolání vyloučil a odkázal na koaliční smlouvu s ČSSD.
Dne 9. dubna na sjezdu ČSSD kandidoval na předsedu strany. Skončil s 95 hlasy na druhém místě za obhajujícím Janem Hamáčkem. Následně už na žádnou funkci ve vedení strany nekandidoval, a proto skončil i na pozici místopředsedy. Ihned po této Petříčkově prohře se začalo spekulovat i o jeho konci na ministerstvu zahraničí, což o dva dny později předseda ČSSD Hamáček potvrdil. Odvolání ministra Petříčka zkritizovala většina opozičních stran, jako odvolání jednoho z mála ministrů, který dle opozice udržoval zásadně prozápadní a proevropské směřování české politiky.
Dne 12. dubna krátce po poledni byl prezidentem Milošem Zemanem odvolán z funkce ministra zahraničních věcí ČR. Ve funkci jej dočasně nahradil vicepremiér Jan Hamáček.
Po odchodu z Ministerstva zahraničí začal Tomáš Petříček působit v Ústavu mezinárodních vztahů, kde bude řešit témata zelené diplomacie. V polovině června 2021 odstoupil z pražské kandidátky ČSSD pro volby do Poslanecké sněmovny PČR v říjnu 2021. Původně měl být lídrem kandidátky, krajská buňka strany však požádala, aby první místo obsadila ministryně práce a sociálních věcí ČR Jana Maláčová. Petříček ke své rezignaci oznámil, že byla narušena demokratická tvorba kandidátky. Kritizoval rovněž "masivní kšeftování s hlasy a rozdělování trafik" ve veřejné správě výměnou za loajalitu.
Dne 10. prosince byl na 43. sjezdu ČSSD hlasy 135 delegátů opět zvolen místopředsedou strany.

### 2022–2024
V komunálních volbách v roce 2022 kandidoval na starostu Prahy 3 za koalici Praha 3 pro všechny, kterou tvořily ČSSD a Budoucnost, ale neuspěl. Zároveň kandidoval do Zastupitelstva hlavního města Prahy z 44. místa kandidátky koalice Solidarita, kterou tvořili ČSSD, Zelení, Budoucnost a Idealisté, ale také neuspěl. Ke konci roku 2022 odstoupil z osobních kariérních důvodů z funkce místopředsedy ČSSD.
V říjnu 2024 společně s Petrou Buzkovou Sociální demokracii opustil, důvodem byl nesouhlas s ideovým směřováním nového vedení strany.

## Hodnocení ministerského působení
Prezident Zeman Tomáši Petříčkovi na sjezdu ČSSD v březnu 2019, jako jedinému řečníkovi, netleskal. Po Petříčkově návštěvě Ukrajiny v roce 2019 mu vytkl, že „dostatečně nezmínil problém banderovců“. Již v prosinci 2018 bylo Petříčkovo ministerstvo kritizováno prezidentovým mluvčím Ovčáčkem, že „zbaběle mlčí“ k ukrajinskému zákonu o veteránech. Ministerstvo zahraničí předtím vydalo prohlášení, že se jedná o interní záležitost Ukrajiny: „Se složitými kapitolami dějin se každá země musí vypořádat sama. Není úkolem diplomacie hodnotit nebo zkoumat historii, to je záležitost historiků, nikoliv diplomatů.“
Ministerské angažmá Tomáše Petříčka bylo opakovaně hodnoceno vesměs kladně politiky Pirátů, hnutí STAN, ODS, TOP 09 a KDU-ČSL.

## Kontroverze
Analytička ze sdružení Sinopsis, jehož cílem je podávat pravidelný přehled o vývoji v Číně, kritizovala Petříčkův vstřícný postoj vůči komunistickému režimu v Číně, jeho neochotu mluvit s čínskými představiteli o zacházení s ujgurskou menšinou v provincii Sin-ťiang, jež některé západní vlády považují za genocidu, i jeho cestu na čínský veletrh Export-Import v době, kdy vrcholila americko-čínská obchodní válka.
Dne 23. května 2020 tlumočil prezidentův mluvčí Jiří Ovčáček prezidentovu reakci na Petříčkovo odsouzení plánované izraelské anexe části palestinských území. Petříčkovo prohlášení označil za popření dosavadní české politiky vůči Izraeli, jež hrozí narušením česko-izraelských vztahů. Premiér Andrej Babiš prohlásil, že je neakceptovatelné, aby Petříček a Zaorálek jako ministři publikovali důležitá stanoviska k Izraeli bez předchozího projednání s vládou. Petříčkův postoj k Izraeli kritizovala také iniciativa Odmítáme podrážet Izrael, za níž stojí bývalý premiér Mirek Topolánek a několik bývalých ministrů zahraničí. Česká pobočka Židovského národního fondu a Česká společnost přátel Izraele žádaly odvolání Petříčka z funkce ministra zahraničí a podle informací webu Lidovky.cz o odvolání Petříčka požádal soukromými kanály také prezident Zeman. Naopak za Petříčka se postavil bývalý ministr zahraničí Karel Schwarzenberg, který zmíněné prohlášení s oběma ministry spolupodepsal.

## Publikace
- Petříček T. (2009): The European Parliament’s Elections in June 2009 in Stetter E., Dufek K. and Skrzypek A. (eds.) Next Left: Renewing Social Democracy. Brussels: FEPS.
- Petříček T. (2010): „The High Cost of Employment Agencie for Vietnamese Migrants“, case study in Through the eyes of migrants: the search for decent work. Brussels: Solidar.
- Petříček T. (2011): Global environmental crisis and international solidarity in Stetter E., Dufek K. and Skrzypek A. (eds.) Next Left: Towards a New Strategy. Brussels: FEPS.
- Petříček T. (2012): Corporate Political Activity and the European Regulation. Scientia et Societas 1(12): 58 – 7.